# Nonea atra
Nonea atra är en strävbladig växtart som beskrevs av August Heinrich Rudolf Grisebach. Nonea atra ingår i släktet nonneor, och familjen strävbladiga växter. Inga underarter finns listade i Catalogue of Life.